# Шатуниха
Шатуниха — озеро в России, располагается северо-восточнее села Бело-Безводное на территории Зеленодольского района Республики Татарстан. Относится к правобережной части бассейна реки Сумка.
Представляет собой водоём карстово-суффозионного происхождения, находящийся на высокой террасе реки Волги в охранной зоне Волжско-Камского заповедника. Озеро имеет округло-овальную форму, длиной 260 м и максимальной шириной в 85 м. Площадь водной поверхности озера составляет 1,2 га. Наибольшая глубина достигает 2,6 м, средняя глубина равняется 1,9 м. Уровень уреза воды находится на высоте м 67 над уровнем моря.